# 热尼拉克
热尼拉克（法語：Genilac，法語發音：[ʒənilak]）是法国卢瓦尔省的一个市镇，位于该省东南部，属于圣艾蒂安区。

## 地理
热尼拉克（45°31'56"N, 4°34'54"E）面积8.67 平方千米，位于法国奥弗涅-罗讷-阿尔卑斯大区卢瓦尔省，该省份为法国中南部省份，北起顺时针与索恩-卢瓦尔省、罗讷省、伊泽尔省、阿尔代什省、上盧瓦爾省、多姆山省和阿列省接壤。
与热尼拉克接壤的市镇（或旧市镇、城区）包括：雅雷地区圣罗曼、塞略、沙尼翁、洛雷特、里沃德日耶、圣马丹拉普莱讷。

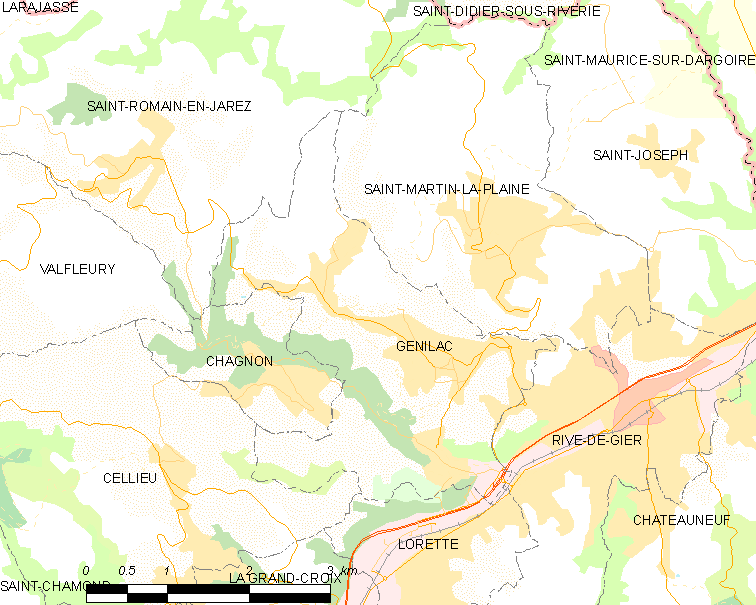
热尼拉克的OSM定位图

热尼拉克的时区为UTC+01:00、UTC+02:00（夏令时）。

## 行政
热尼拉克的邮政编码为42800，INSEE市镇编码为42225。

## 政治
热尼拉克所属的省级选区为里沃德日耶县。

## 人口

1962-2008年间热尼拉克人口变化图示

热尼拉克于2022年1月1日时的人口数量为3821人。